# Chaudefontaine (Doubs)
Chaudefontaine is een plaats en voormalige gemeente in het Franse departement Doubs in de regio Bourgogne-Franche-Comté en telt 208 inwoners (1999). De plaats maakt deel uit van het arrondissement Besançon.

## Geschiedenis
De gemeente maakte deel uit van het kanton Marchaux tot dat op 22 maart 2015 werd opgeheven en Chaudefontaine werd opgenomen in het op die dag gevormde kanton Besançon-4. Op 1 januari 2018 fuseerde Chaudefontaine met Marchaux tot de commune nouvelle Marchaux-Chaudefontaine.

## Geografie
De oppervlakte van Chaudefontaine bedraagt 6,3 km², de bevolkingsdichtheid is 33,0 inwoners per km².
De onderstaande kaart toont de ligging van Chaudefontaine (Doubs) met de belangrijkste infrastructuur en aangrenzende gemeenten.

## Demografie
Onderstaande figuur toont het verloop van het inwonertal (bron: INSEE-tellingen).